# Барбъртън
 Тази статия е за града в Съединените американски щати.  За града в Южноафриканската република вижте Барбъртън (ЮАР).  
Барбъртън (на английски: Barberton) е град в североизточната част на Съединените американски щати, част от окръг Съмит на щата Охайо. Населението му е около .
Разположен е на 297 метра надморска височина в Ерийската ледникова равнина, непосредствено на югозапад от Акрън и на 52 километра южно от Кливланд. Селището е основано през 1891 година от Оу Си Барбър, най-големия производител на кибрит в страната по това време, който установява в Барбъртън своята нова фабрика. Към 2020 година средният доход на човек от населението е 25 398 долара, 47% от средния за страната.

## Известни личности
Починали в Барбъртън
- Глен Дейвис (1934 – 2009), лекоатлет